# Crystal Harris
Pour les articles homonymes, voir Harris.
 (septembre 2013).
Si vous disposez d'ouvrages ou d'articles de référence ou si vous connaissez des sites web de qualité traitant du thème abordé ici, merci de compléter l'article en donnant les références utiles à sa vérifiabilité et en les liant à la section « Notes et références ».
Crystal Harris née le 29 avril 1986 en Arizona, est un mannequin et une chanteuse américaine d'origine britannique. 
Elle est la playmate du mois de décembre 2009. Elle se fait connaitre en 2009 lorsqu'elle apparaît dans la saison 6 de la télé-réalité Les Girls de Playboy (The Girls Next Door) sur la chaîne E!. 
Elle est veuve  de Hugh Hefner, le propriétaire du magazine Playboy, dont elle est la troisième et dernière épouse, entre 2013 et 2017.

## Biographie
Née en Arizona, issue d'une famille d'origine anglaise, après sa naissance ses parents et ses deux sœurs aînées sont retournés en Angleterre, avant de revenir s'installer à San Diego, en Californie.
Crystal grandit dans l'univers de la musique. En effet son père Ray Harris était chanteur et auteur-compositeur.
Crystal a fait des études de psychologie à l'université d'État de San Diego. C'est à cette période qu'elle a commencé à faire du mannequinat et que Playboy l'a remarquée. 
En 2009, elle rejoint le casting de la télé-réalité Les Girls de Playboy sur E! pour la saison 6, avec Kristina et Karissa Shannon (dernière saison de l'émission). Elle apparaît aussi à plusieurs reprises dans l'émission de télé-réalité de Kendra Wilkinson Kendra ainsi que dans Les Folies d'Holly avec Holly Madison. Elle apparaît également dans l'épisode pilote de Bunny House.
En avril 2010, Crystal Harris signe un contrat d'enregistrement avec Organica Music Group, une division de Universal Music Group, dirigé par le producteur de disques Michael Blakey. Son premier single Club Queen est sorti le 14 juin 2011. Le 25 mars 2013, elle sort son deuxième single intitulé True Harmony avec son nouveau nom de famille, Crystal Hefner. Courant 2012, elle se produit aussi en tant que DJ et continue le mannequinat.

### Vie privée
En 2008, Crystal rencontre Hugh Hefner lors de la soirée Halloween. Ils sortent ensemble pendant quelques mois avant que Hugh Hefner ne lui propose de venir vivre au Manoir Playboy. Elle rejoint alors les playmates jumelles Kristina et Karissa Shannon, Misses juillet et août 2009. Deux ans plus tard, les jumelles quittent le manoir car Hugh Hefner veut continuer seul sa vie de couple avec Crystal. Le 24 décembre 2010, il demande Crystal en mariage. Le mariage était prévu en juin 2011, mais Crystal Harris préfère rompre avec Hugh Hefner quelques jours avant. Elle s'expliquera plus tard en disant qu'elle ne supportait pas le mode de vie du manoir, trop de femmes, trop de pression médiatique. 
Mais en 2012, le couple se remet ensemble. C'est finalement le soir du nouvel an 2013 que Hugh et Crystal se marient au Manoir Playboy, durant une cérémonie intime avec la famille et les proches du couple.
Dans une information de Gala du 8 février 2013, la jeune femme indiquera s'être mise en relation avec le fondateur du magazine par sécurité[réf. nécessaire].

## Filmographie

### Télé réalité
- 2009 à 2010 : Les Girls de Playboy : Elle-même
- 2009 : Kendra (S01Ep01) : Elle-même
- 2009 à 2010 : Kendra (S02Ep08) : Elle-même
- 2011 : Holly's World (en) (S02Ep03) : Elle-même